# محمد تقي الحكيم
محمد تقي الحكيم (1339 أو 1341هـ -16 صفر 1423)، عالم شيعي ومفكر وأديب وخطيب وعميد كلية الفقه بجامعة الكوفة ولد في مدينة النجف. من ابرز تلامذته آية الله العظمىٰ السيد محمد محمد صادق الصدر.

## حياته
درس العلوم الدينية من المقدّمات والسطوح والبحث الخارج في الفقه والأُصول في حوزة النجف حتّى نال درجة الاجتهاد . ثم باشر بتدريس السطوح العالية في الفقه والأُصول لطلبة الحوزة العلمية لعدّة سنوات، وقام أيضاً بتدريس بحوث الخارج في الفقه، وقد درّس طلاّب البحث الخارج علم أُصول الفقه المقارن بآراء المذاهب الإسلامية، كما درّس أُصول الفقه المقارن بمعهد الدراسات الإسلامية العليا في جامعة بغداد.
كان له دور بارز في تأسيس جمعية منتدى النشر في النجف مع عدد من الأعلام، وساهم معهم أيضاً في تأسيس كلّية الفقه في النجف. نشر العديد من البحوث والمقالات في الصحف والمجلاّت العراقية والعربية، وأشرف على العديد من الرسائل الجامعية لطلبة الدراسات العليا وناقش مجموعة من رسائل الماجستير والدكتوراه،وقد منحته جامعة بغداد درجة الأُستاذية بقرار من مجلس الجامعة. كما انتُخب عضواً في عدد من المجمعات العلمية في الوطن العربي. وفي عام 1380هـ انتخب عميداً لكلّية الفقه في النجف.

## مؤلفاته
- كتاب الإمام علي بين حقوق الإنسان وواجباته.[1]
- كتاب القواعد العامّة في الفقه المقارن.
- كتاب الأُصول العامّة للفقه المقارن.
- كتاب تاريخ التشريع الإسلامي.
- تعليقة على كتاب مستمسك العروة الوثقى.
- تعليقة على كتاب كفاية الأُصول.
- كتاب شاعر العقيدة السيّد الحميري.
- كتاب مناهج البحث في التاريخ.
- كتاب أبو فراس الحمداني.
- كتاب عبد الله بن عباس.
- كتاب مالك الأشتر.

## وفاته
توفّي في السادس عشر من صفر 1423 هـ الموافق 29 أبريل 2002 ميلادي ودفن بالمسجد الهندي في النجف.